# Leptobrachella mjobergi
Leptobrachella mjobergi är en groddjursart som beskrevs av Smith 1925. Leptobrachella mjobergi ingår i släktet Leptobrachella och familjen Megophryidae. IUCN kategoriserar arten globalt som livskraftig. Inga underarter finns listade i Catalogue of Life. Arten är uppkallad efter zoologen Eric Mjöberg. Den kallas på engelska för "Mount Gadin Borneo frog" eller "Mjöberg's dwarf litter frog".
Grodarten har bara återfunnits på Borneo. Dess miljö är regnskogar. Arten är hotad genom pågående avskogning och igenslamning av bäckar.